# 크리스틴 (소설)
크리스틴(Christine)은 1983년에 출판된 미국 작가 스티븐 킹의 공포 소설이다. 이 소설은 악의적인 초자연적 힘이 소유한 것으로 보이는 자동차(1958년 플리머스 퓨리)에 대한 이야기를 담고 있다. 존 카펜터가 감독한, 각색된 영화 작품은 8개월 후인 같은 해 12월에 개봉되었다. 2013년 4월 PS 퍼블리싱(PS Publishing)은 크리스틴을 30주년 기념 한정판으로 출시했다.

## 평가
크리스틴은 최고의 판타지 소설(1984) 부문 로커스상(Locus Award) 후보에 올랐다.
미국도서관협회(American Library Association)는 크리스틴을 1990년부터 1999년까지 미국에서 가장 많이 금지되고 도전받은 책 95위로 선정했다.

## 같이 보기
- 공포의 검은 차
- 스타 트렉: 보이저
- 퓨처라마